# Мобильные знакомства
Мобильные знакомства, службы мобильных знакомств — технологии, которые позволяют людям общаться, флиртовать, встречаться, а также строить романтические отношения с помощью мобильных служб, таких как SMS, мобильные чаты и мобильный интернет.
Службы мобильных знакомств используют существующие технологии виртуальных служб знакомств: c помощью мобильных сервисов пользователь предоставляет информацию о себе в виде краткого профиля, который хранится в его мобильном телефоне в качестве ника или имени пользователя на сайте мобильных знакомств, затем он может искать профили других пользователей, задавая критерии поиска: возраст, пол, сексуальная ориентация и т. д. Как правило, сайты мобильных знакомств являются бесплатными, но некоторые из них взимают плату за передаваемые сообщения.
Мобильные сайты знакомств используют те же способы привлечения пользователей, что и другие социальные сети. Некоторые компании даже предлагают такие услуги как homing devices — оповещение пользователя, что пользователь с желаемыми характеристиками находится в 10 метрах от него . Некоторые сервисы мобильных знакомств включают технологию Bluetooth для подключения пользователей в таких местах, как бары и клубы. Такие системы в Европе и Азии становятся более популярными, чем онлайн-знакомства. С появлением мобильных телефонов с опциями GPS-локализации и Location-based service популярность таких сервисов будет только возрастать.
Газета San Francisco Chronicle в 2005 году отметила: «Мобильные знакомства — это следующий большой скачок в онлайн-общении». По данным газеты Globe and Mail, в марте 2007 года более 3,6 млн пользователей мобильных телефонов воспользовались мобильными сайтами знакомств большинство из них было в возрасте до 35 лет.
Некоторые эксперты считают, что рост мобильных знакомств связан с ростом популярности онлайн-знакомств. Как отметил Джо Бреннан-младший, вице-президент сервиса Webdate: «Речь идет о предоставлении людям выбора. Если они не имеют возможности познакомиться с помощью своего компьютера, то они могут сделать это с помощью своего телефона, пусть они сами решают, какой путь лучше для них».

## Недостатки
Некоторые пользователи мобильных сервисов избегают сервисов мобильных знакомств, опасаясь, что эта технология может стать источником беспокойства. Ещё одной проблемой является «асимметрия интересов», когда наиболее привлекательные пользователи сервисов мобильных знакомств получают чрезмерное внимание. Фотографии на экране мобильных телефонов уступают фотографиям в компьютерах по своему качеству. Прошедшая в 2012 конференция Mobile Dating Conference, первая в истории фокус-группа по приложениям для мобильных знакомств единогласно подтвердила эти жалобы.

## Рынок мобильных знакомств
Рынок сервисов мобильных знакомств начал формироваться в 2003 году. Одним из первых таких сервисов с использованием Bluetooth был сервис ProxiDating. В марте 2004 году лидерами этого рынка стали сервисы Webdate и Lavalife. 2006 год был годом скептицизма, но с выходом на рынок iPhone в 2007 году начался новый подъём этого рынка. В 2010 году мобильные знакомства стали мейнстримом, а в 2012 году мобильные знакомства обогнали по популярности онлайн-знакомства. В настоящее время 40 % заходов на сервисы знакомств Match.com и POF.com осуществляются с мобильных телефонов. Ожидается, что рынок мобильных знакомств вырастет до $1,4 млрд в 2013 году.
По мере развития 3G-сервисов и мобильного видео, особенно видеовызовов «один-к-одному», знакомства в формате 3G становятся всё более популярными. Многие сайты онлайновых знакомств добавляют в свою функциональность мобильные версии и веб-приложения для телефонов, а некоторые сайты знакомств уже предлагают только версии для iPhone и iPad, без доступа к веб-версии.